# Crest, Drôme
Crest là một xã thuộc tỉnh Drôme trong vùng Rhône-Alpes đông nam nước Pháp. Xã Crest, Drôme nằm ở khu vực có độ cao từ 166-463 mét trên mực nước biển.
Danh xưng dân địa phương trong tiếng Pháp là Crestois (nam) và Crestoises (nữ).
Tour de Crest, là một tháp cao 52 ở thị trấn.

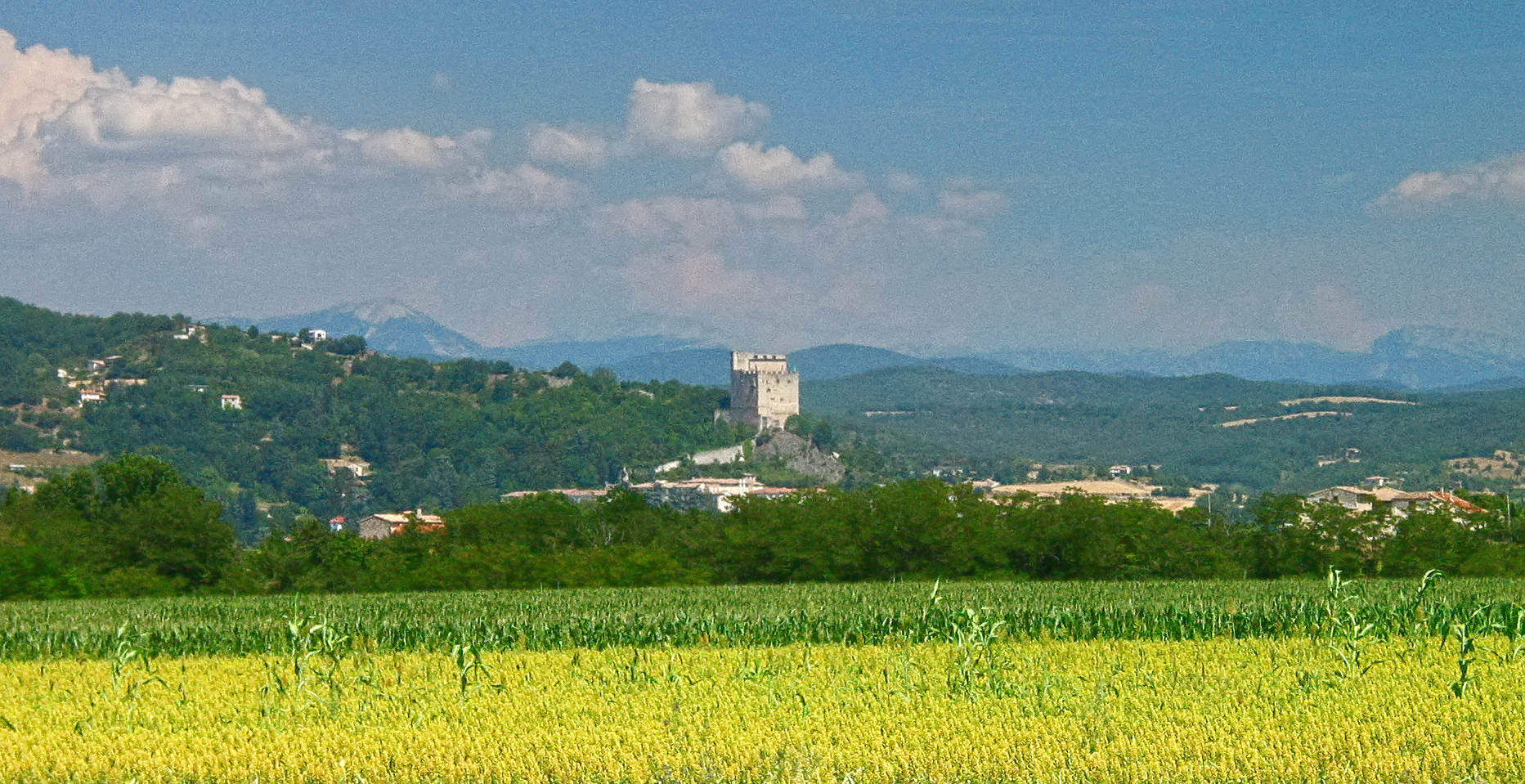
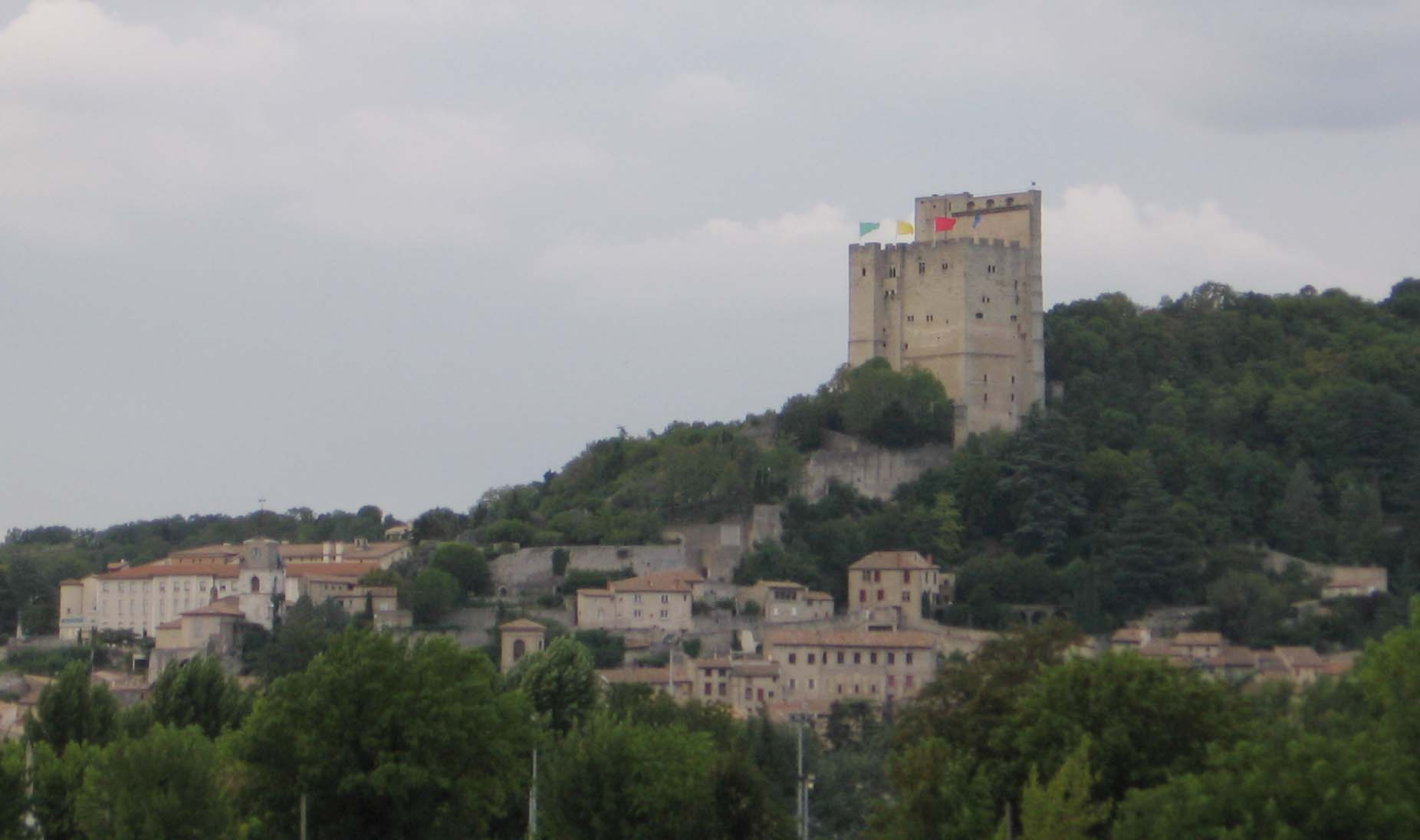

## Tham khảo

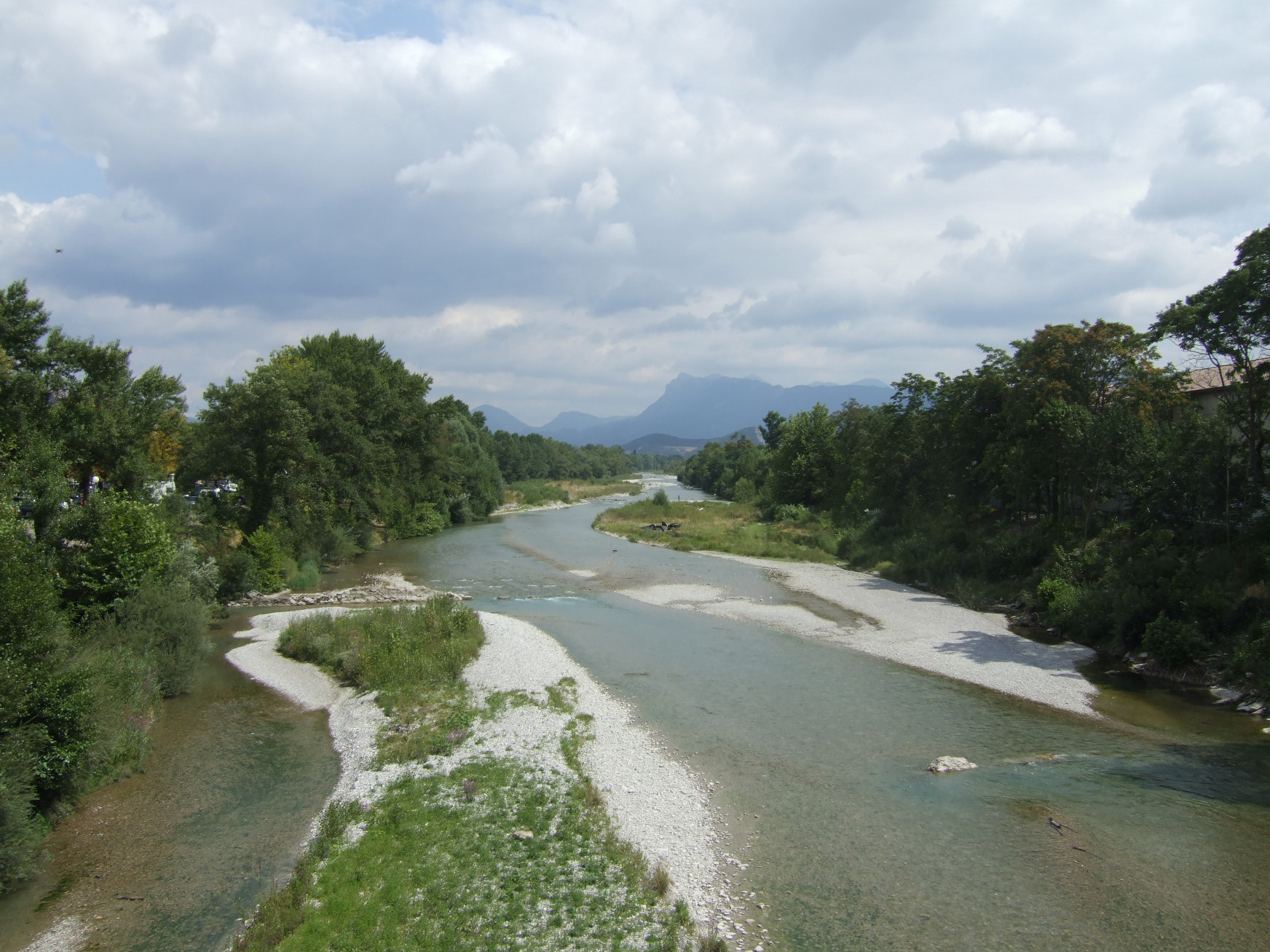
Drôme River at Crest